# Puebla de Sanabria
Puebla de Sanabria és un municipi de la província de Zamora, a la comunitat autònoma de Castella i Lleó. Aquesta vila s'assenta a la vora dels rius Tera i Castro, a la comarca de Sanabria. Destaca la seva activitat ramadera, agrícola i com a centre de serveis.

## Orígens
Sanabria apareix documentada des del segle VII com a parròquia sueva i ceca visigoda sota el nom de Senapria. En el segle x, la "Urbs Senabrie" és citada com a referent territorial en els primers diplomes del monestir de San Martín de Castañeda. La consolidació d'aquest nucli urbà com a cap de tota la comarca sanabresa es produí a partir del regnat d'Alfons VII de Castella; posteriorment, Alfons IX de Lleó va fomentar el seu desenvolupament mitjançant l'atorgament d'una carta de poblament l'1 de setembre de 1220, inspirada en el fur de Benavente. El text d'aquest fur és conegut per un privilegi d'Alfons X el Savi (Sevilla, 19 de maig de 1263), pel qual confirma i modifica parcialment la carta foral d'Alfons IX. Durant el segle xvii, sofrirà la Guerra de Separació de Portugal en estar enclavada en ple front de batalla. D'igual manera, durant la Guerra de Successió entre els partidaris de Felip d'Anjou i l'arxiduc Carles, la vila serà ocupada per tropes portugueses, i recuperada per la monarquia hispànica el 24 de desembre de 1715, segons s'acordà en la pau d'Utrecht.

## Context geogràfic
La comarca Sanabresa es localitza en el nord-oest de la província de Zamora, en la zona limítrofa amb Portugal, Galícia i Lleó. És una zona muntanyenca, enclavada entre la serra de la Culebra, la Segundera i la Cabrera Baja. Rica en bells paisatges i en una cultura tradicional que perviu, persisteixen, al seu torn, valors geogràfics de gran interès, petjades que han deixat les glaceres, com el llac de Sanabria i les nombroses llacunes de la serra, així com una flora i fauna molt especial i excepcionalment variada. Al costat d'aquesta bellesa i varietat natural, s'hi troba també una profunda cultura popular, clarament diferenciada de la resta de les zones limítrofes, crescuda a l'empara d'aquest enclavament natural únic, i protegida per una àmplia història de la qual podem trobar, també, abundants mostres de llarg a llarg de la comarca.

## Població
| ×                      | Total | Homes | Dones |
| ---------------------- | ----- | ----- | ----- |
| 1998                   | 1.708 | 824   | 884   |
| 1999                   | 1.699 | 817   | 882   |
| 2000                   | 1.645 | 787   | 858   |
| 2001                   | 1.577 | 757   | 820   |
| 2002                   | 1.628 | 781   | 847   |
| 2003                   | 1.617 | 780   | 837   |
| 2004                   | 1.614 | 778   | 836   |
| 2005                   | 1.593 | 755   | 838   |
| 2006                   | 1.594 | 743   | 851   |
| Font: I.N.E. (Espanya) |       |       |       |

## Administració
| Període      | Nom de l'alcalde/-essa | Partit polític | Data de possessió |
| ------------ | ---------------------- | -------------- | ----------------- |
| 1979 - 1983  |                        |                | 19/04/1979        |
| 1983 - 1987  |                        |                | 28/05/1983        |
| 1987 - 1991  |                        |                | 30/06/1987        |
| 1991 - 1995  |                        |                | 15/06/1991        |
| 1995 - 1999  | José Fernández Blanco  | PSOE           | 17/06/1995        |
| 1999 - 2003  | José Fernández Blanco  | PSOE           | 03/07/1999        |
| 2003 - 2007  | José Fernández Blanco  | PSOE           | 14/06/2003        |
| 2007 - 2011  | José Fernández Blanco  | PSOE           | 16/06/2007        |
| 2011 - 2015  | n/d                    | n/d            | 11/06/2011        |
| 2015 - 2019  | n/d                    | n/d            | 13/06/2015        |
| 2019 - 2023  | n/d                    | n/d            | 15/06/2019        |
| Des del 2023 | n/d                    | n/d            | 17/06/2023        |